# Canadian Olympic Curling Trials
Canadian Olympic Curling Trials – turniej wyłaniający reprezentację Kanady kobiet i mężczyzn w curlingu na zimowe igrzyska olimpijskie, organizowany jest co cztery lata i odbywa się w grudniu przed turniejem olimpijskim. System kwalifikacji do turnieju jest zmienny.

## Kobiety
| Rok  | Zwycięzca                                                                     | Finalista                                                                      | Miasto    | Rezultat na ZIO |
| ---- | ----------------------------------------------------------------------------- | ------------------------------------------------------------------------------ | --------- | --------------- |
| 1997 | Sandra Schmirler, Jan Betker, Joan McCusker, Marcia Gudereit                  | Shannon Kleibrink, Glenys Bakker, Shannon Nimmo, Joanne Sipka, Sally Shigehiro | Brandon   |                 |
| 2001 | Kelley Law, Julie Skinner, Georgina Wheatcroft, Diane Nelson, Cheryl Noble    | Sherry Anderson, Kim Hodson, Sandra Mulroney, Donna Gignac, Heather Walsh      | Regina    |                 |
| 2005 | Shannon Kleibrink, Amy Nixon, Glenys Bakker, Christine Keshen, Sandra Jenkins | Kelly Scott, Jeanna Schraeder, Sasha Carter, Renee Simons, Michelle Allen      | Halifax   |                 |
| 2009 | Cheryl Bernard, Susan O’Connor, Carolyn Darbyshire, Cori Bartel               | Shannon Kleibrink, Amy Nixon, Bronwen Webster, Chelsey Bell, Nikki Smith       | Edmonton  |                 |
| 2013 | Jennifer Jones, Kaitlyn Lawes, Jill Officer, Dawn McEwen, Kirsten Wall        | Sherry Middaugh, Jo-Ann Rizzo, Lee Merklinger, Leigh Armstrong, Lori Eddy      | Winnipeg  |                 |
| 2017 | Rachel Homan, Emma Miskew, Joanne Courtney, Lisa Weagle, Cheryl Kreviazuk     | Chelsea Carey, Cathy Overton-Clapham, Jocelyn Peterman, Laine Peters           | Ottawa    | 6. miejsce      |
| 2021 | Jennifer Jones, Kaitlyn Lawes, Jocelyn Peterman, Dawn McEwen, Lisa Weagle     | Tracy Fleury, Selena Njegovan, Liz Fyfe, Kristin MacCuish, Chelsea Carey       | Saskatoon | 5. miejsce      |

## Mężczyźni
| Rok  | Zwycięzca                                                              | Finalista                                                                 | Miasto    | Rezultat na ZIO |
| ---- | ---------------------------------------------------------------------- | ------------------------------------------------------------------------- | --------- | --------------- |
| 1997 | Mike Harris, Richard Hart, Collin Mitchell, George Karrys, Paul Savage | Kevin Martin, Don Walchuk, Rudy Ramcharan, Don Bartlett                   | Brandon   |                 |
| 2001 | Kevin Martin, Don Walchuk, Carter Rycroft, Don Bartlett, Ken Tralnberg | Kerry Burtnyk, Jeff Ryan, Rob Meakin, Keith Fenton, Andy Hick             | Regina    |                 |
| 2005 | Brad Gushue, Mark Nichols, Russ Howard, Jamie Korab, Mike Adam         | Jeff Stoughton, Jon Mead, Garry Van Den Berghe, Steve Gould, Don Harvey   | Halifax   |                 |
| 2009 | Kevin Martin, John Morris, Marc Kennedy, Ben Hebert, Adam Enright      | Glenn Howard, Richard Hart, Brent Laing, Craig Savill, Steve Bice         | Edmonton  |                 |
| 2013 | Brad Jacobs, Ryan Fry, E.J. Harnden, Ryan Harnden, Caleb Flaxey        | Jim Cotter, John Morris, Tyrel Griffith, Rick Sawatsky, Jason Gunnlaugson | Winnipeg  |                 |
| 2017 | Kevin Koe, Marc Kennedy, Brent Laing, Ben Hebert, Scott Pfeifer        | Mike McEwen, B.J. Neufeld, Matt Wozniak, Denni Neufeld                    | Ottawa    | 4. miejsce      |
| 2021 | Brad Gushue, Mark Nichols, Brett Gallant, Geoff Walker                 | Brad Jacobs, Marc Kennedy, E.J. Harnden, Ryan Harnden                     | Saskatoon |                 |